# Кипшакбаев, Нариман Кипшакбаевич
Нариман Кипшакбаевич Кипшакбаев (каз. Нариман Қыпшақбайұлы Қыпшақбаев, род. 27 мая 1934, Джангельдинский район, Костанайской области, Казахская ССР) — советский и казахский государственный и политический деятель, Заслуженный гидротехник Казахской ССР (1981). Министр мелиорации и водного хозяйства Казахской ССР (1981—1990).

## Биография
Родился 27 мая 1934 года в селе Кызбел Жангелдинского района Костанайской области.
Отец Булекбаев Кыпшакбай (1892—1947) был одним из организаторов колхоза, в родном ауле работал бригадиром одного из этих колхозов.
Мать Булекбаева Акшокен умерла в 1940 году когда ему было всего 6 лет.
В 1953 году в районном центре поселка Торгай окончил среднюю школу им. Ибрая Алтынсарина.
В 1953 году поступает на гидромелиоративный факультет Казахского государственного сельскохозяйственного института в г. Алма-Ата, который окончил в 1958 году по специальности «инженер- гидротехник».
Трудовую деятельность начал в 1958 году гидротехником по бассейну реки Тургень управления оросительных систем Алматинской области.
С 1960 по 1968 годы — старший инженер по водопользованию аппарата МинВХ Казахской ССР.
С 1969 по 1974 годы — нач. управления мелиорации и водного хозяйства Семипалатинской области.
С 1972 по 1974 годы — депутат Семипалатинского Областного Совета от № 58 Улгилималшинский избирательный округ Кокпектинского района.
С 1974 по 1981 годы — заместитель министра мелиорации и водного хозяйства Республики Казахстан и главный государственный инспектор по регулированию использования и охране вод Республики Казахстан, г. Алматы.
С 1981 по 1990 годы — министр мелиорации и водного хозяйства Казахской ССР.
С 1981 по 1988 годы — депутат Верховного Совета Казахской ССР Х — ХІ созывов.
С 1990 по 1995 годы — председатель Государственного комитета по водным ресурсам, член Правительства Республики Казахстан.
С 1996 по 2014 годы — директор Казахского филиала Научно-информационный центр Межгосударственной координационной водохозяйственной комиссии.

## Награды и звания
- 1961 — Почётная грамота Президиума Верховного Совета Казахской ССР
- 1970 — Медаль «В ознаменование 100-летия со дня рождения Владимира Ильича Ленина»
- 1971 — Медаль «За трудовую доблесть»
- 1973 — Орден «Знак Почёта»
- 1976 — Орден «Знак Почёта»
- 1980 — «Заслуженный гидротехник Республики Казахстан»
- 1981 — Орден Трудового Красного Знамени
- 2001 — Орден Курмет Указом Президента Республики Казахстан от 7 декабря 2001 года за огромный вклад перед государством.[3]
- 2004 — Медаль «50 лет Целине»
- 2019 — Орден «Барыс» 2 степени[4]
- 2021 (8 декабря) — звания «Почётный гражданин Кызылординской области»;[5]